# Sommer-OL 1904
Sommer-OL 1904 blev afholdt i St. Louis i USA, men egentlig var det Chicago der var blevet tildelt OL 1904. Længere sydpå i St. Louis – værtsby for verdensudstillingen – truede man imidlertid med at starte en rivaliserende sportsbegivenhed. IOC bad præsident Theodore Roosevelt om at afgøre konflikten og han valgte St. Louis. IOC fulgte trop.
Ligesom i Paris fire år tidligere viste det sig at være en dårlig idé at afholde OL i forbindelse med verdensudstillingen. Endnu en gang var den offentlige interesse meget lille og legene blev atter overskygget af verdensudstillingen. Ingen havde lyst til at følge et OL, der strakte sig over fire og en halv måned. Selve grundlæggeren – Pierre de Coubertin – gad ikke en gang dukke op i St. Louis. Afstanden fra Europa var så stor og rejseomkostningerne så høje at mange konkurrencer kun havde amerikanske deltagere.
Sportslige skandaler var der skam også. Det blev afsløret at vinderen af maratonløbet havde kørt 18 km i taxa og han blev straks diskvalificeret. Manden der vandt i stedet var dopet – han havde så meget stryknin i kroppen, at han var næsten som forstenet, da han fik sin medalje. Det var OLs første dopingskandale, men man tog det ikke så tungt dengang.
Boksning optrådte for første gang på det olympiske program. Bokseturneringen blev afviklet over tre dage den 21.- 23. september i 7 vægtklasser, og samtlige medaljer gik til boksere fra USA. 
Efter OL i St. Louis var der ikke meget optimisme for OL's fremtid. Efter legene blev det besluttet af Coubertin, at OL skulle afholdes uafhængigt af andre begivenheder og over kortere tid.

## Medaljetabel
Top 10
| Placering | Land                 | Guld | Sølv | Bronze | Total |
| --------- | -------------------- | ---- | ---- | ------ | ----- |
| 1         | USA (USA)            | 78   | 82   | 79     | 239   |
| 2         | Tyskland             | 4    | 4    | 5      | 13    |
| 3         | Cuba (CUB)           | 4    | 2    | 3      | 9     |
| 4         | Canada (CAN)         | 4    | 1    | 1      | 6     |
| 5         | Ungarn (HUN)         | 2    | 1    | 1      | 4     |
| 6         | Storbritannien (GBR) | 1    | 1    | 0      | 2     |
| 6         | Blandede hold (ZZX)  | 1    | 1    | 0      | 2     |
| 8         | Grækenland (GRE)     | 1    | 0    | 1      | 2     |
| 8         | Schweiz (SUI)        | 1    | 0    | 1      | 2     |
| 10        | Østrig (AUT)         | 0    | 0    | 1      | 1     |

## Danske deltagere og medaljer
- Der blev ikke vundet nogle danske medaljer i St. Louis 1904, da ingen danskere deltog i legene, men den danskfødte amerikaner Charles Schlee vandt guld i cykling.